# Damian Marley
Damian Robert Nesta "Jr. Gong" Marley (født 21. juli 1978) er en jamaicansk reggaeartist. 
Han er yngste søn af Bob Marley og med vinderen af Miss World i 1976, Cindy Breakspeare, som mor. 
Som 13-årig dannede Damian sin første gruppe, The Shepherds, som han forlod omkring 1995 til fordel for en solokarriere. I 1996 udkom debuten 'Mr. Marley' på farens selskab Tuff Gong, og der var mere Marley-blod i udgivelsen end dette, da storebror Stephen havde produceret og skrevet størstedelen af pladens numre.
I 2001 udsendte Damian sit andet album, 'Halfway Tree', der bl.a. bød på gæstevokal af Naughty By Nature-rapperen Tres og et sample af farens klassiker 'Could You Be Loved'. Albummets fine mix af dancehall og hiphop blev dog overset af det brede publikum.
Det ændrede sig i 2005, hvor singlen 'Welcome To Jamrock' blev et kæmpehit i det urbane miljø og optrådte på et utal af mixtapes henover sommeren. Det genreudfordrende album, med samme titel, udkom kort efter og omsider fik offentligheden øje på Damians evner. Det samme gjorde eksperterne, der kastede to Grammyer ned i turbanen på den unge Marley.
I slutningen af 2012 udgav Damian singlen "Make It Bun Dem" sammen med electronic musikeren Skrillex.

## Diskografi

### Albums
- 1996 - Mr. Marley
- 2001 - Halfway Tree
- 2003 - Educated Fools Riddim
- 2005 - Welcome to Jamrock
- 2008 - Rare Joints
- 2010 - Distant Relatives (Damian Marley & Nas
- 2011 - SuperHeavy (album)|SuperHeavy (Damian Marley, Mick Jagger, Dave Stewart, Joss Stone, A. R. Rahman)
- 2013 - Set Up Shop Volume 1
- 2014 - Set Up Shop Volume 2